# 27 Dywizja Izydora Krasińskiego
27 Dywizja Izydora Krasińskiego – polska formacja wojskowa okresu napoleońskiego.
Mimo totalnej klęski Napoleona w wyprawie moskiewskiej książę Józef Poniatowski przystąpił do odtwarzania armii. Stosując metody kościuszkowskie: intensywny pobór dymowy i wcielając bataliony gwardii narodowej do pułków liniowych uzyskał doskonałe efekty. Stary żołnierz tworzył doskonałe kadry, a rekrut prędko stawał się starym żołnierzem.
27 Dywizja gen. Izydora Krasińskiego weszła w skład VIII Korpusu Wielkiej Armii.

## Skład dywizji
W skład 27 Dywizji dowodzonej przez Izydora Krasińskiego weszły odtworzone pułki: 8 pp pod komendą płk. Kajetana Stuarta i 16 pp płk. Ignacego Bolesty.
Z resztek czterech pułków piechoty Legii Nadwiślańskiej utworzono jeden Pułk Piechoty Nadwiślańskiej pod dowództwem płk. Stanisława Malczewskiego i w sierpniu 1813 przyłączono go do 27 Dywizji.